# Chrysichthys
Chrysichthys és un gènere de peixos de la família dels claroteids i de l'ordre dels siluriformes.

## Taxonomia
- Chrysichthys acsiorum (Hardman, 2008)[2]
- Chrysichthys aluuensis (Risch, 1985)
- Chrysichthys ansorgii (Boulenger, 1910)
- Chrysichthys auratus (Geoffroy Saint-Hilaire, 1809)[3][4]
- Chrysichthys bocagii (Boulenger, 1910)
- Chrysichthys brachynema (Boulenger, 1900)
- Chrysichthys brevibarbis (Boulenger, 1899)
- Chrysichthys cranchii (Leach, 1818)
- Chrysichthys dageti (Risch, 1992)[5]
- Chrysichthys delhezi (Boulenger, 1899)
- Chrysichthys duttoni (Boulenger, 1905)
- Chrysichthys filamentosus (Boulenger, 1912)[6][7]
- Chrysichthys furcatus (Günther, 1864)
- Chrysichthys grandis (Boulenger, 1917)
- Chrysichthys graueri (Steindachner, 1911)
- Chrysichthys habereri (Steindachner, 1912)
- Chrysichthys helicophagus (Roberts & Stewart, 1976)
- Chrysichthys johnelsi (Daget, 1959)[8]
- Chrysichthys laticeps (Pellegrin, 1932)
- Chrysichthys levequei (Risch, 1988)
- Chrysichthys longibarbis (Boulenger, 1899)
- Chrysichthys longidorsalis (Risch & Thys van den Audenaerde, 1981)[9]
- Chrysichthys longipinnis (Boulenger, 1899)
- Chrysichthys mabusi (Boulenger, 1905)
- Chrysichthys macropterus (Boulenger, 1920)
- Chrysichthys maurus (Valenciennes, 1840)[10]
- Chrysichthys nigrodigitatus (Lacépède, 1803)[11][12][13][14][15][16]
- Chrysichthys ogooensis (Pellegrin, 1900)
- Chrysichthys okae (Fowler, 1949)
- Chrysichthys ornatus (Boulenger, 1902)
- Chrysichthys persimilis (Günther, 1899)
- Chrysichthys platycephalus (Worthington & Ricardo, 1937)
- Chrysichthys polli (Risch, 1987)
- Chrysichthys praecox (Hardman & Stiassny, 2008)[17]
- Chrysichthys punctatus (Boulenger, 1899)
- Chrysichthys rueppelli (Boulenger, 1907)
- Chrysichthys sharpii (Boulenger, 1901)
- Chrysichthys sianenna (Boulenger, 1906)
- Chrysichthys stappersii (Boulenger, 1917)
- Chrysichthys teugelsi (Risch, 1987)
- Chrysichthys thonneri (Steindachner, 1912)
- Chrysichthys thysi (Risch, 1985)
- Chrysichthys turkana (Hardman, 2008)[18]
- Chrysichthys uniformis (Pellegrin, 1922)[19]
- Chrysichthys wagenaari (Boulenger, 1899)[20]
- Chrysichthys walkeri (Günther, 1899)[21][22][23][24][25][26][27][28][29]